# Eupithecia honesta
Eupithecia honesta es una especie de polilla de la familia Geometridae. La especie fue descrita por primera vez por Mironov y Galsworthy, habiendo sido descrita en 2005, con distribución en las montañas a lo largo de la frontera entre Tíbet y la provincia de Yunnan en China. Es una polilla de color marrón anaranjado con alas blanquecinas. Cuenta con una envergadura de unos 19 a 22 milímetros (0,7 a 0,9 plg).